# Коронавірусна хвороба 2019 в Албанії
Коронавірусна хвороба 2019 в Албанії вперше була зафіксована 8 березня 2020 року, коли двоє осіб — батько і син — захворіли на COVID-19 після того, як син подорожував до Флоренції (Італія).  Станом на 20 серпня в Албанії було 7967 інфікованих, 238 померли і 3986 одужали.
Перший випадок було зафіксовано 8 березня, інфікована особа щойно повернулася з Італії З 8 березня по 3 квітня було припинено повітряне та водне сполучення з північною Італією зачинено усі школи на два тижні, скасовано великі громадські збори та спортивні події.

## Перебіг подій

### 2021
11 січня в Албанії почалась масова вакцинація від COVID-19, перед цим уряд країни отримав 500 тис. доз вакцини компаній Pfizer та BioNTech.
8 червня в країні було скасовано всі обмеження для туристів. Зокрема, було скасовано вимогу мати ПЛР-тест на антитіла або паспорт вакцинації.
6 вересня в країні було змінено правила в'їзду для туристів та подорожніх транзитом, ввівши обов'язкову вимогу пред’явити сертифікат вакцинації (останнє щеплення за 14 днів до в’їзду) або негативний результат тестування (діє три доби).